# 남양주시 병
남양주시 병은 대한민국의 국회의원 선거구이다. 경기도 남양주시의 일부 지역을 관할한다. 현직 국회의원은 더불어민주당의 김용민이다.

## 역사
제20대 국회의원 선거를 앞두고 냠양주시의 인구 증가로 인해 남양주시 갑과 남양주시 을 선거구에서 관할 구역을 편입하여 신설되었다.

## 관할 구역
| 대수  | 관할 구역                                                                   |
| ----- | --------------------------------------------------------------------------- |
| 20대  | 남양주시 와부읍, 진건읍, 조안면, 퇴계원면, 금곡동, 양정동, 지금동, 도농동   |
| 21대~ | 남양주시 와부읍, 진건읍, 퇴계원읍, 조안면, 금곡동, 양정동, 다산1동, 다산2동 |

## 역대 국회의원
| 선거   | 정당 | 정당         | 의원   |
| ------ | ---- | ------------ | ------ |
| 2016년 |      | 새누리당     | 주광덕 |
| 2020년 |      | 더불어민주당 | 김용민 |
| 2024년 |      | 더불어민주당 | 김용민 |

## 역대 선거 결과

### 대한민국 제20대 국회의원 선거
|  | 42.48% |

|  | 38.42% |

|  | 19.08% |

### 대한민국 제21대 국회의원 선거
|  | 50.07% |

|  | 47.08% |

|  | 2.21% |

|  | 0.61% |

### 대한민국 제22대 국회의원 선거
|  | 54.58% |

|  | 42.24% |

|  | 3.16% |